# David Jackson (Politiker)
David Jackson (* um 1730 in Limavady, County Londonderry, Irland; † 17. September 1801 in Oxford, Pennsylvania) war ein US-amerikanischer Politiker. Im Jahr 1785 war er Delegierter für Pennsylvania im Kontinentalkongress.

## Werdegang
David Jackson kam schon in jungen Jahren in das Chester County in der damaligen britischen Provinz Pennsylvania und absolvierte die Nottingham Academy. Nach einem anschließenden Medizinstudium an der University of Pennsylvania und seiner 1768 erfolgten Zulassung als Arzt begann er in Philadelphia in diesem Beruf sowie als Apotheker zu arbeiten. In diesen beiden Berufen war er praktisch bis zu seinem Tod tätig. Während des Unabhängigkeitskrieges  war er zunächst Zahlmeister einer Einheit der Miliz von Philadelphia. Später war er auch als Arzt für die Verwundeten tätig. Zwischenzeitlich war er auch Quartiermeister der Miliz. Im Jahr 1785 vertrat er Pennsylvania im Kontinentalkongress. Ansonsten praktizierte er weiterhin als Arzt und Apotheker. David Jackson starb am 17. September 1801 in Oxford.